# خوسيه غويلرمو غارسيا
خوسيه غويلرمو غارسيا (بالإسبانية: José Guillermo García)‏ هو ضابط وسياسي سلفادوري، ولد في 1933 في السلفادور.